# SEN 21
SEN 21 (zkratka SEN 21) je české středové liberální politické hnutí vzniklé v roce 2017 jako SENÁTOR 21, původně za účelem podpory nezávislých kandidátů do Senátu, kde dnes vede senátorský klub. Následně se hnutí rozhodlo kandidovat také na dalších úrovních. Označuje se za „liberální, pokrokové a proevropské hnutí, které je ohleduplné k lidem i přírodě“. V roce 2022 se účastnilo komunálních voleb v městských částech Prahy a Brna nebo v Ústeckém kraji. V roce 2023 jeho předseda Václav Láska oznámil, že hnutí chce „začít soutěžit jako běžná strana“ a zúčastnilo se také voleb do Evropského parlamentu v roce 2024.

## O hnutí
Hnutí a nezávislé osobnosti, které za něj kandidují, se řídí stanovami a kodexem hnutí. Ty vyjadřují základní hodnotový rámec a standard pro výkon veřejných funkcí. Cílem hnutí je vyhledávat aktivní mladé i zkušené osobnosti vysokých morálních kvalit pro veškeré druhy voleb. Do Senátu pak respektované a zkušené osobnosti vysokých morálních kvalit, které se identifikují s hodnotami hnutí a přistupují ke svému mandátu zodpovědně, chtějí zlepšit srozumitelnost a důvěru veřejnosti v politiku v České republice a chtějí aktivně zvyšovat význam Senátu v celorepublikovém kontextu i ve svém obvodu. To vše však s důrazem na zachování nezávislosti při rozhodování a hlasování jednotlivých senátorů.
Hnutí se hlásí k hodnotám liberální demokracie s důrazem na demokratický právní stát a ochranu lidských práv. Mezi jeho priority patří také podpora vzdělávání, aktivního občanství, rovných příležitostí pro všechny, trvale udržitelné ochrany přírodního i kulturního bohatství nebo aktivního a konstruktivního členství ČR v EU a NATO, a to včetně vytvoření samostatně funkčních obranných struktur a zřízení společných vojenských jednotek pod přímým velením EU. Zasazuje se také o aktivní působení senátorů ve svých volebních obvodech, kde mají přímo pomáhat místním občanům.
Zakladatelem a současně předsedou hnutí je senátor Václav Láska (v letech 2014–2017 člen Strany zelených). Členy předsednictva jsou Monika Shaw Salajová (1. místopředsedkyně) a Lukáš Kostínek (místopředseda). Někteří z kandidátů a kandidátek působili v minulosti v politice za Stranu zelených, TOP 09, lokální uskupení nebo jde o osobnosti bez předchozího působení v politice.

## Aktivity
Hnutí se svými zvolenými zástupci má za sebou řadu legislativních návrhů a dalších veřejných aktivit. Předně prostřednictvím svého předsedy a senátora Václava Lásky iniciovalo a sepsalo v roce 2019 ústavní žalobu pro hrubé porušení Ústavy proti někdejšímu prezidentovi republiky Miloši Zemanovi. Senát tehdy ústavní žalobu schválil, Poslanecká sněmovna však ne.
V roce 2021 za hnutí Václav Láska navrhl novelu interrupčního zákona, jejímž autorem byl místopředseda hnutí Lukáš Kostínek. Ta byla předložena v reakci na faktický zákaz potratů v Polsku a cílila na vyloučení trestní odpovědnosti lékařů, pokud provedou v ČR zákrok na cizince. Kvůli obavám z trestního stíhání řada lékařů totiž odmítala zákrok provádět. Kvůli konzervativnímu složení Poslanecké sněmovny po volbách se však navrhovatelé rozhodli novelu z obav ze zpřísnění úpravy raději stáhnout a zachovat tak stávající přístup cizinek k zákrokům alespoň v některých nemocnicích v ČR.
V roce 2021 přednesl Václav Láska návrh, aby byly do veřejného zdravotního pojištění zahrnuty i děti cizinců s dlouhodobým pobytem a nebyli tak odkázány na soukromé zdravotní pojištění. V roce 2022 hnutí navrhlo zákon, který by umožnil českým občanům zapojit se do obrany Ukrajiny před ruskou agresí. V roce 2023 senátorský klub SEN 21 a Piráti jako jediný navrhl úpravy stavebního zákona včetně návrhu na zajištění účasti veřejnosti v povolování staveb s dopady na přírodu a krajinu.

## Historie

### Počátky
Zakladatel hnutí, Václav Láska, byl zvolen senátorem jakožto člen Strany zelených s podporou KDU-ČSL ve volbách v říjnu 2014 v senátním obvodě Praha 5 a první roky působil v Senátu jako nezařazený senátor. Na přelomu let 2017 a 2018 založil hnutí Senátor 21 a na konci května 2018 v mimořádných doplňovacích volbách za toto hnutí kandidoval ve volebním obvodu č. 78 – Zlín Tomáš Goláň a byl zvolen. Tito dva senátoři poté spolu s Petrem Orlem, členem Strany zelených z Nového Jičína, Eliškou Wagnerovou a Ladislavem Kosem založili senátorský Klub pro liberální demokracii – Senátor 21.

### Senátní volby 2018
Ve volbách do Senátu 2018 za hnutí v prvním kole kandidovali:
- Přemysl Rabas – Volební obvod č. 5 – Chomutov[22]
- Libor Uhlík – Volební obvod č. 29 – Litoměřice
- Zdeněk Bergman – Volební obvod č. 32 – Teplice[23]
- Michaela Tejmlová – Volební obvod č. 35 – Jablonec nad Nisou[24]

Z těchto kandidátů tři postoupili do druhého kola – Přemysl Rabas, Zdeněk Bergman a Michaela Tejmlová. Přemysl Rabas ve druhém kole zvítězil a stal se novým senátorem na Chomutovsku. Do jednoho roku od vzniku hnutí se tak počet jeho zástupců v horní komoře rozšířil na tři. V senátorském klubu Elišku Wagnerovou vystřídal Lukáš Wagenknecht zvolený za Piráty.
V únoru 2019 se hnutí připojilo k Evropské demokratické straně.

### Senátní volby 2020
V doplňovacích volbách do Senátu v březnu 2020 v teplickém obvodu kandidoval znovu Zdeněk Bergman, ve druhém kole byl ale poražen dosavadním primátorem Teplic Hynkem Hanzou z ODS.
V řádných volbách do senátu v říjnu 2020 za hnutí kandidovali 3 lidé a dalších 6 v různých koalicích: Ve volebním obvodu Praha 5 obhajoval senátorské křeslo předseda hnutí Václav Láska, na Zlínsku nestraník Tomáš Goláň. Další nestraník, sedlák Daniel Pitek (dříve člen předsednictva Strany zelených) kandidoval v obvodu Louny. Za koalici se Zelenými kandidovala v obvodu Cheb zastupitelka Kladrub Svatava Štěrbová a v obvodu Příbram scenáristka Jiřina Rosáková. Další čtyři kandidáti byli nominováni v širších koalicích. Senátor Václav Hampl, zvolený za koalici KDU-ČSL a SZ, obhajoval v obvodu Praha 1 mandát v rozšířené koalici KDU-ČSL+SZ+Praha sobě+Senátor 21. V obvodu Česká Lípa kandidoval ředitel školy Libor Šmejda v koalici s TOP 09 a KDU-ČSL, právník Jan Holásek na Královéhradecku jako společný kandidát TOP 09, Hradeckého demokratického klubu, Zelených, LES, hnutí Senátor 21 a hnutí Změna a v Brně Anna Šabatová spolu se Zelenými a Idealisty.
Hnutí také podpořilo na Ostravsku (volební obvod 72), spolu se Stranou zelených, kandidaturu českého historika a univerzitního učitele Martina Tomáška, který kandidoval za Piráty.
Senátorovi Tomáši Goláňovi se v obvodu č. 78 – Zlín podařilo post obhájit. Krátce nato oznámil svůj vstup do ODS a přestup ze senátorského Klubu SEN 21 a Piráti do Senátorského klubu ODS a TOP 09.

### Volby do Poslanecké sněmovny 2021
Ve volbách do Poslanecké sněmovny Parlamentu České republiky v roce 2021 hnutí podpořilo kandidátku Piráti a Starostové.

### Senátní volby 2022
Ve volbách do Senátu PČR v roce 2022 kandidovalo s podporou strany 5 nestranických kandidátů: historik Martin Krsek v obvodu č. 31 –⁠ Ústí nad Labem, marketingová manažerka Lenka Helena Koenigsmark v senátním obvodu č. 25 – Praha 6, bývalý politik za TOP 09 Petr Kunc, který kandidoval v senátním obvodu č. 58 –⁠ Brno-město (Kunc měl původně kandidovat za Českou pirátskou stranu, kvůli odlišným představám o podobě kampaně nakonec kandidoval za SEN 21) a producent Janis Sidovský v senátním obvodu č. 16 – Beroun (podpořený také stranou LES). Dále hnutí podporovalo společně se Zelenými, hnutím STAN a LES obhajobu mandátu senátorky Renaty Chmelové, jež kandidovala v obvodu č. 22 –⁠ Praha 10, a obhajobu mandátu senátora Ladislava Kose z Hnutí pro Prahu 11 v obvodu č. 19 –⁠ Praha 11 (společně se Zelenými a HPP 11).
Do druhého kola z těchto kandidátů postoupili Janis Sidovský, Ladislav Kos, Renata Chmelová a Martin Krsek. Právě Krsek vzešel jako jediný z druhého kola vítězně, když v obvodu č. 31 –⁠ Ústí nad Labem porazil primátora města Ústí nad Labem Petra Nedvědického z hnutí ANO, a získal tak senátorský mandát.

### Komunální volby 2022
Kromě podpory kandidátům do Senátu se hnutí rozhodlo kandidovat i v souběžných komunálních volbách.
Na Praze 5 hnutí kandidovalo v koalici se Společností proti developerské výstavbě v Prokopském údolí (SPDV). Lídryní byla manažerka a 1. místopředsedkyně hnutí Monika Shaw Salajová, na 2. místě kandidátky byl předseda SEN 21 Václav Láska. Z 9. místa neúspěšně kandidovala do zastupitelstva Prahy 5 herečka Michaela Badinková. Koalice získala 10,75 % hlasů a 5 mandátů (z toho 4 pro SEN 21 a 1 pro SPDV).
Hnutí SEN 21 dále podpořilo nezávislé kandidáty a kandidovalo v městských částech Brna: Brno-Židenice (lídrem byl Petr Kunc, který se stal po volbách starostou a kandidatura získala podporu 25,78 % hlasů a 9 mandátů pro nezávislé kandidáty), Brno-Maloměřice a Obřany (lídrem Dan Kalousek - šéfdirigent Městského divadla Brno, starostkou se po volbách stala Ludmila Kutálková a kandidatura získala podporu 44,88 % hlasů a 7 mandátů pro nezávislé kandidáty) a Brno-Jehnice (lídrem Vít Krinčev a kandidatura získala podporu 10,79 % hlasů a 1 mandát pro nezávislé kandidáty).
Hnutí kandidovalo také na Praze 13, rovněž v koalici s SPDV. Lídryní byla produkční Barbora Bero. Koalice obdržela 9,53 % hlasů a 4 mandáty (z toho 3 pro SEN 21 a 1 pro SPDV).
SEN 21 kandidoval dále v komunálních volbách v Klášterci nad Ohří. Zástupci hnutí se zde na společné koalici dohodli se Zelenými. Lídrem byl místostarosta Klášterce a člen SEN 21 David Kodytek. Koalice získala 8,31 % hlasů a 2 mandáty (oba připadly hnutí SEN 21).

### Volby do Evropského parlamentu 2024
Předseda hnutí Václav Láska v roce 2023 oznámil, že se hnutí zúčastní voleb do Evropského parlamentu v roce 2024. Kandidovat bude v koalici s Volt Česko. Koaliční kandidátku povede za SEN 21 lektorka a bývalá marketingová ředitelka společnosti Mattel v České republice Lenka Helena Koenigsmark, na druhém místě bude kandidovat právník, místopředseda hnutí a spoluautor ústavní žaloby na prezidenta Miloše Zemana Lukáš Kostínek. Mezi kandidáty jsou dále Adam Hanka jako odborník na umělou inteligenci a předseda strany Volt Česko nebo Václav Hampl, někdejší rektor Univerzity Karlovy, senátor a předseda senátního Výboru pro záležitosti Evropské unie.

### Senátní volby 2024
Na podzim 2023 se hnutí dohodlo na spolupráci s Českou pirátskou stranou a Stranou zelených v 10 z 27 volebních obvodů ve volbách v roce 2024.

## Volební výsledky

### Senát
| Volby  | První kolo | První kolo | Druhé kolo | Druhé kolo | Mandáty | Mandáty | Mandáty | Pozice |
| Volby  | Hlasy      | %          | Hlasy      | %          | Zvoleno | Celkem  | ±       | Pozice |
| ------ | ---------- | ---------- | ---------- | ---------- | ------- | ------- | ------- | ------ |
| 20181) | 3 234      | 19,0       | 5 991      | 53,8       | 1/1     | 1/81    | ▲1      | ▬ –    |
| 2018   | 33 860     | 3,1        | 24 250     | 5,8        | 1/27    | 2/81    | ▲1      | ▲4.    |
| 2020   | 32 884     | 3,3        | 25 071     | 5,6        | 2/27    | 3/81    | ▲1      | ▬ 4.   |
| 2022   | 27 672     | 2,5        | 21 051     | 4,4        | 1/27    | 4/81    | ▲1      | ▼ 5.   |
| 2024   | 13 068     | 1,6        | 6 862      | 1,8        | 1/27    | 4/81    | ▬0      | ▼ 6.   |

Poznámky:

1 Doplňovací volby v obvodu Zlín.

### Zastupitelstva pražských městských částí

#### Zastupitelstvo Prahy 5
| Volby | Hlasy   | Hlasy | Mandáty | Mandáty | Pozice |
| Volby | Abs.    | %     | Abs.    | ±       | Pozice |
| ----- | ------- | ----- | ------- | ------- | ------ |
| 2022  | 105 102 | 10,75 | 4/41    | ▲4      | ▬ 5.   |

#### Zastupitelstvo Prahy 13
| Volby | Hlasy  | Hlasy | Mandáty | Mandáty | Pozice |
| Volby | Abs.   | %     | Abs.    | ±       | Pozice |
| ----- | ------ | ----- | ------- | ------- | ------ |
| 2022  | 55 799 | 9,53  | 3/35    | ▲3      | ▬ 5.   |

### Zastupitelstva obcí

#### Zastupitelstvo Klášterce nad Ohří
| Volby | Hlasy | Hlasy | Mandáty | Mandáty | Pozice |
| Volby | Abs.  | %     | Abs.    | ±       | Pozice |
| ----- | ----- | ----- | ------- | ------- | ------ |
| 2022  | 6 251 | 8,31  | 2/21    | ▲2      | ▬ 4.   |

### Evropský parlament
| Volby | Hlasy | Hlasy | Mandáty | Mandáty | Pozice |
| Volby | Abs.  | %     | Abs.    | ±       | Pozice |
| ----- | ----- | ----- | ------- | ------- | ------ |
| 2024  | 9 955 | 0,33  | 0/21    | ▬ 0.    | ▬ 15.  |